# IBM Works
IBM Works（IBMワークス）は、IBMによるOS/2用のオフィススイートの1つである。

## 概要
IBM Worksは、OS/2オペレーティングシステム用のオフィススイートであり、ワープロ、表計算、チャート（グラフ）、データベース（カード型データベース）、レポートライター（レポート作成ツール）の5つのアプリケーションが含まれていた。IBMは競合するMicrosoft Windows用のMicrosoft Worksと比較して機能が多いと主張した。なおIBM Works PIMとも呼ばれるPIMアプリケーションは、IBM Worksのファミリーではあるが、厳密には独立した別のアプリケーション・ソフトウェアである。
IBM Worksは元々はイギリスIBMにより開発され、カナダのFootprintによりFootprint Worksの名で販売されていたが、1994年のOS/2 Warp バージョン3のボーナスパック（BonusPak、製品としてのサポートは無いが無償で使用できる同梱ソフトウェア集のCD-ROM）に収録された。
最初からOS/2用に開発されたため、Windows用から移植された多くのソフトウェアとは異なり、OS/2のワークプレースシェル(WPS)に対応し、ドラッグや右クリックを多用する操作性を最初から備えていた。またOS/2日本語版ではIBM Worksも日本語化されていた。
しかし、オフィススイート製品はMicrosoft Officeなどの寡占化が進み、またオフィスのデスクトップ用途にOS/2は普及せず、更に1995年にはIBMによるロータス買収によりIBMの標準オフィススイート製品がLotus SmartSuite（日本での名称はロータス・スーパーオフィス）に一本化されたこともあり、消えていった。
最後のバージョンは1996年のOS/2 Warpバージョン4に含まれた。